# 스피리돈 벨로카스
스피리돈 벨로카스(그리스어: Σπυρίδων Μπελόκας, 1877년 ~ ?)는 그리스의 육상 선수이다. 그는 아테네에서 열린 1896년 하계 올림픽에 참가했다.
그는 아테네에서 태어났다.
벨로카스는 마라톤에 출전한 17명의 선수 중 한 명이었다. 그는 스피리돈 루이스와 하릴라오스 바실라코스에 이어서 3위로 결승선을 통과했으나 나중에 경기 중에 마차를 타고 얼마간 코스를 달렸다는 사실이 밝혀져서 실격 처리가 되었다. 이로 인해 헝가리의 켈네르 쥴라가 4위에서 3위로 올라왔다.